# تحسين باشا
حسن تحسين باشا (بالتركية الحديثة: Hasan Tahsin Paşa، إسطنبول 1859 - 1930)، بيروقراطي عثماني. شغل منصب رئيس المابين الهمايوني (1894 - 1908) في عهد السلطان عبد الحميد الثاني.

## حياته
كان الباشا حسن تحسين باشا من أصل عربي، وعلى عكس الكثير من العرب؛ فقد كان يتقن اللغة التركية فقط ولا يعرف العربية، ولد في إسطنبول عام 1859، واجتهد في استثمار العلم والمعرفة، وأنهى تحصيله العلمي في حي الرشدية، بعدها انتقل إلى مدارس الصدارة وهو في سن الحادية عشر من عمره وذلك في 11 حزيران من عام 1870، وكرّس شبابه في العمل وتطوير ذاته في مدارس «الباب العالي».

## مناصبه
حظى تحسين باشا بمناصب عديدة من معاون ومسؤول في المكاتيب الداخلية للدولة، وفي 7 تموز من عام 1888 تولى مهمة المسؤول عن المكاتب والشركات البحرية، واستطاع أن يكسب رضى ومحبة السلطان عبد الحميد الثاني بفضل صدقه واجتهاده في جميع المهمات التي تولاها، كما شَغَلَ منصب الوزير والكاتب الرئيسي للسلطان عبد الحميد الثاني ومساعد السلطان، وذلك عند وفاة ثريا باشا عام 1894 وزير السلطان.

## إعتقاله
أُعتقل تحسين باشا في جزيرة (ساقيز) ومعه عدد كبير من رجال الدولة، وعندما تم عزل السلطان عبد الحميد الثاني عن الحكم اعتقلوه إلى (سيلانيك)، إضافة إلى إفشاء الدستور الثاني للجمهورية التركية في 27 نيسان عام 1909، وتم إعفاءه من جميع مناصبه بعد أعوام قليلة من اعتقاله، ولكن عند عودته لم يستطع أن يتولى منصباً لدى الدولة، وعمل بعدها كاتباً في مخزن (تيكال)، وأكمل بقية حياته وهو يعيش في حالة فقر شديدة.

## وفاته
تَوَفِّي في اسطنبول عام 1930 ، وَدُفِنَ في منطقة أيوب الواقعة في القسم الأوروبي مِنَ المدينة.